# Javiera Montes Cruz
Javiera Montes Cruz (Santiago; 28 de noviembre de 1973-Santiago, 12 de febrero de 2025) fue una geógrafa y política chilena, miembro del Partido Socialista de Chile (PS). Se desempeñó como subsecretaria de Turismo de su país, durante el segundo gobierno de la presidenta Michelle Bachelet (2014-2018).

## Familia y estudios
Fue hija del político Carlos Montes Cisternas, senador por la Región Metropolitana en el período 2014-2022, y de Gloria Josefina Cruz Domínguez.
Estuvo casada y es madre de dos hijos.
Fue licenciada en geografía de la Pontificia Universidad Católica (PUC) y contaba con un máster en gestión de proyectos urbanos de la Universidad de Milán, Italia.

## Trayectoria profesional
Desde 1997 hasta 2002 se desempeñó en Bas & García Consultores, «Geociudad» como encargada del área de Planificación Territorial. En 2003 se trasladó a Italia para realizar su práctica de magíster en el Municipio de Venecia donde elaboró un "Plan de Desarrollo Urbano para el Lido", un balneario turístico tradicional de esa ciudad italiana.
En junio de 2005, se integró al Servicio Nacional de Turismo (Sernatur) como directora regional para la región del Bío-Bío. En enero de 2007, asumió como subdirectora de regiones del servicio y en octubre de 2008 obtuvo, por concurso de la Alta Dirección Pública, la subdirección de Desarrollo del Sernatur.
Durante la coordinación y gestión de las distintas unidades técnicas del Sernatur, estuvo a cargo de programas los siguientes programas; «Fomento al Turismo», «Vacaciones Tercera Edad, «Giras de Estudio», «Turismo Municipal», «Conciencia Turística», «Capital Humano» y de la implementación del «Sistema de Clasificación», además de la «Calidad y Seguridad» de los prestadores de servicios turísticos.
Miembro del Partido Socialista (PS), en marzo de 2014 fue designada como subsecretaria de Turismo por la presidente Michelle Bachelet, ejerciendo el cargo hasta el final del gobierno en marzo de 2018.
Luego de dejar el gobierno, se desempeñó como asesora y consultora en las áreas de Turismo, Desarrollo Económico Local y Territorio.
En marzo de 2019 se sumó como gerente general de la Asociación Chilena de Gastronomía (ACHIGA).